# Famenne Ardenne Classic
La Famenne Ardenne Classic es una carrera ciclista profesional masculina de un día que se disputa anualmente a finales del mes de septiembre o inicios del mes de octubre con inicio y final en Marche-en-Famenne en Bélgica.
La primera edición se disputó en el año 2017 como parte del UCI Europe Tour como carrera de categoría 1.1 y fue ganada por el ciclista neerlandés Moreno Hofland.

## Palmarés
| Año  | Ganador          | Segundo             | Tercero          |
| ---- | ---------------- | ------------------- | ---------------- |
| 2017 | Moreno Hofland   | Emiel Vermeulen     | Maxime Vantomme  |
| 2018 | Guillaume Boivin | Quentin Pacher      | Danny van Poppel |
| 2019 | Dimitri Claeys   | Baptiste Planckaert | Timo Roosen      |
| 2022 | Axel Zingle      | Amaury Capiot       | Oliver Naesen    |
| 2023 | Arnaud De Lie    | Kaden Groves        | Florian Sénéchal |
| 2024 | Arnaud De Lie    | Axel Zingle         | Maxim Van Gils   |
| 2025 | Max Kanter       | Arne Marit          | Cees Bol         |

## Palmarés por países
| País         | Victorias |
| ------------ | --------- |
| Bélgica      | 3         |
| Países Bajos | 1         |
| Canadá       | 1         |
| Francia      | 1         |
| Alemania     | 1         |